# 머큐리-아틀라스 7호
머큐리-아틀라스 7호는 미국 머큐리 계획의 4번째 유인우주선이다. 콜사인은 오로라 7호이다.

## 역사
1962년 5월 24일 12:45:16 UTC, 케이프커내버럴 공군 기지 14번 발사대에서 머큐리-아틀라스 로켓에 실려 머큐리-아틀라스 7호가 발사되었다. 머큐리 우주선의 이름은 오로라 7호였다. 스콧 카펜터 우주비행사를 태우고 지구 저궤도를 3회 돌았다. 전세계 6번째, 미국 4번째 우주비행사이다.

## 임무 상세내용
- 무게: 2975 lb (1350 kg)
- 근지점: 96 mi (154 km)
- 원지점: 162 mi (260 km)
- 이심률: 0.00804
- 궤도 경사: 32.5°
- 궤도 주기: 88.3 분
- 연료:
  - 35 파운드 (16 kg) 자동 시스템
  - 24.9 파운드 (11.3 kg) 수동 시스템

## 갤러리

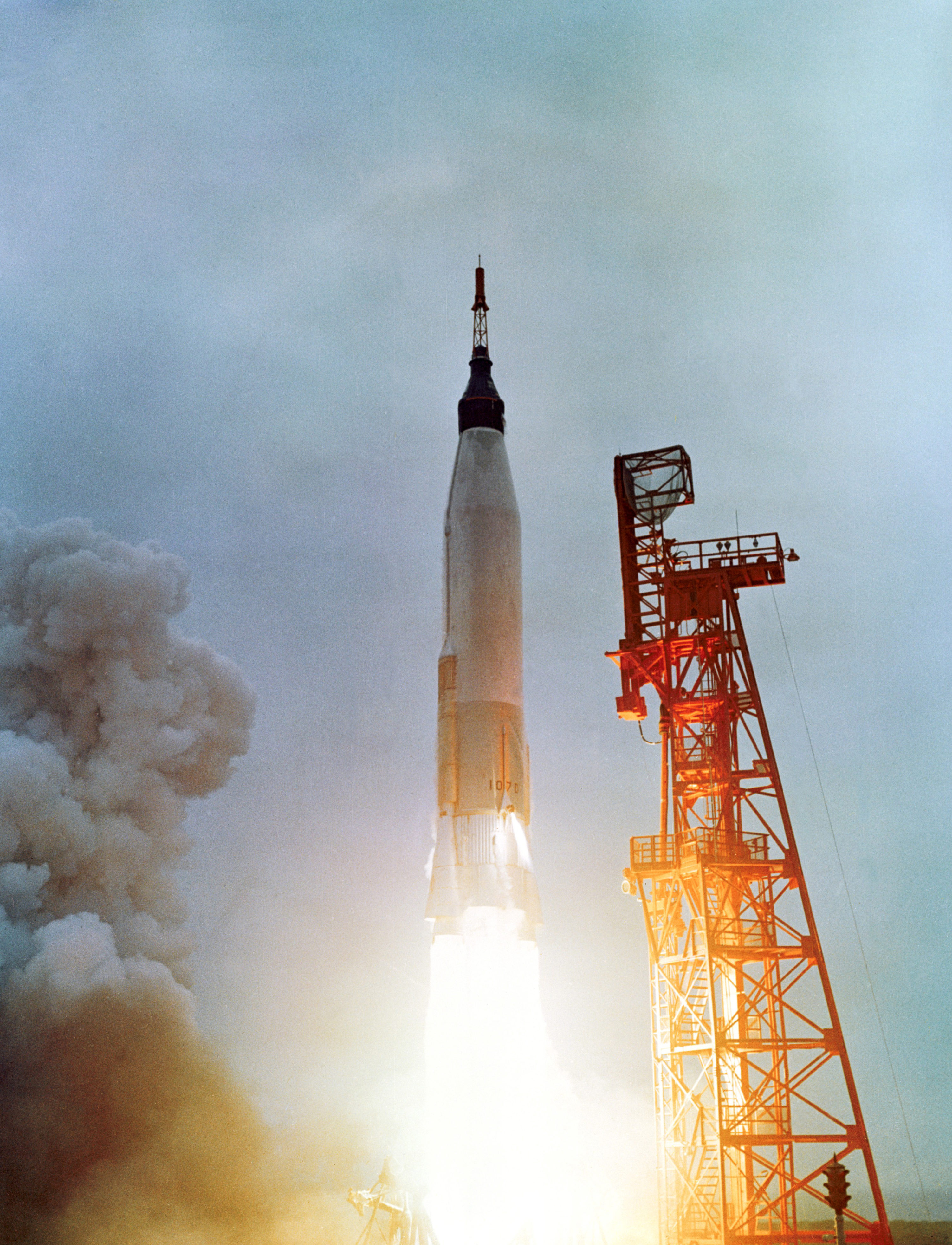
머큐리-아틀라스 로켓 발사
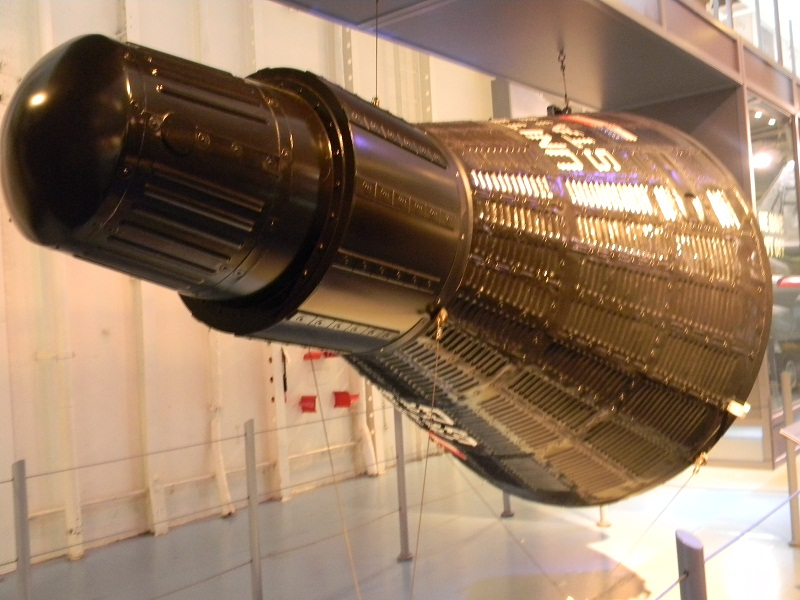
오로라 7호 모형
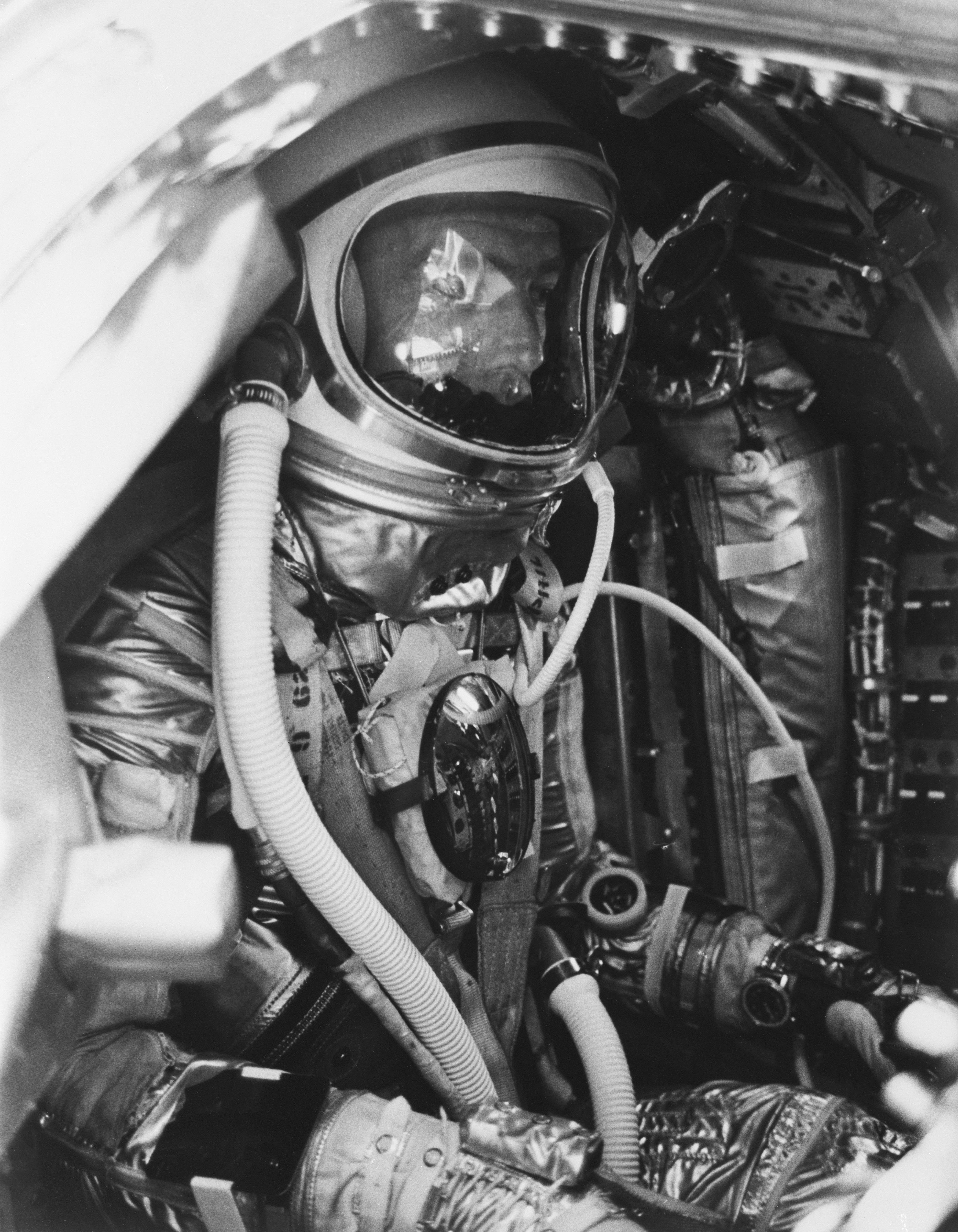
오로라 7호에 탑승한 스콧 카펜터
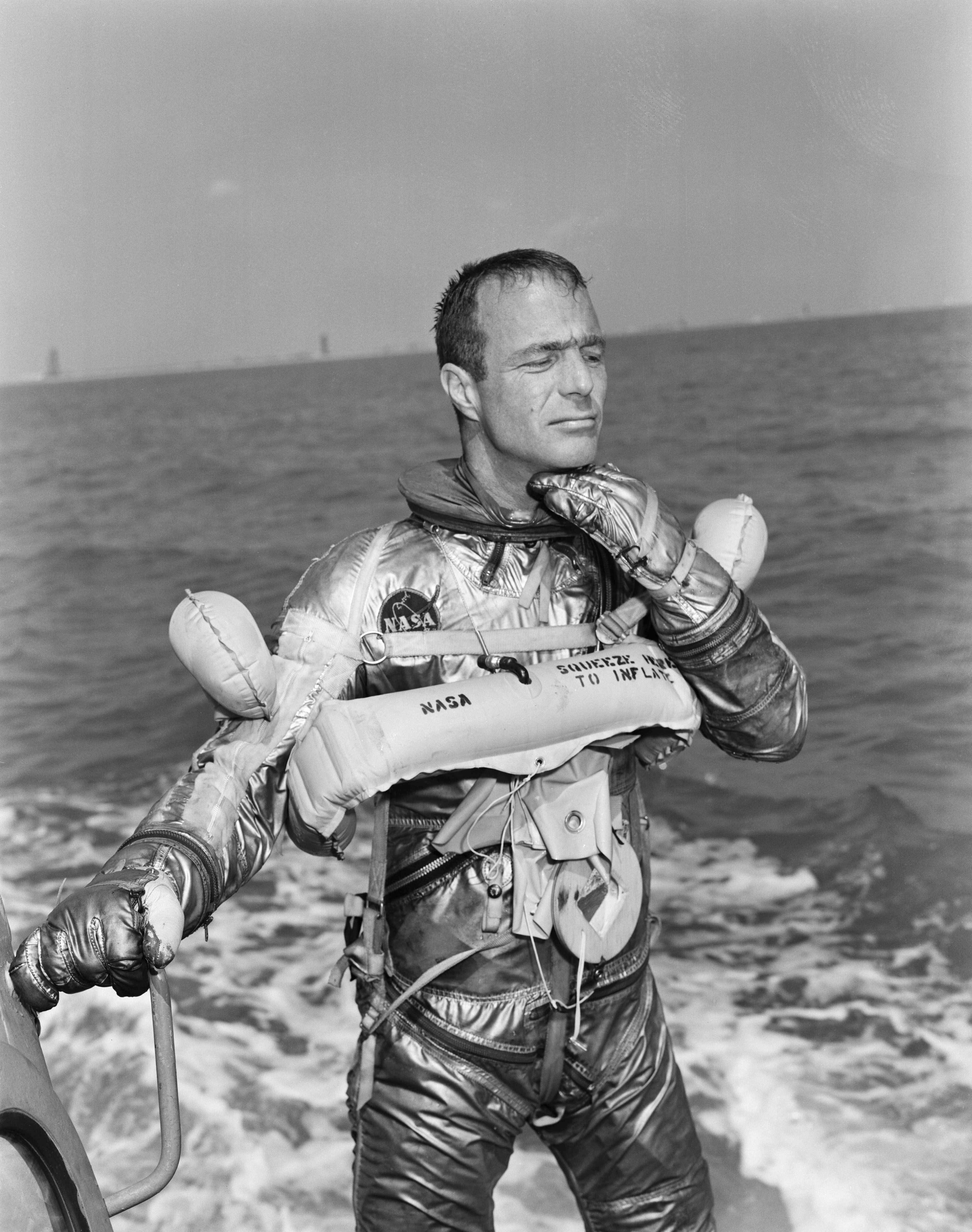
대서양에 착륙하여 구명조끼를 입고 구조된 스콧 카펜터